# Szekeres Ferenc (orgonaművész)
Szekeres Ferenc (Budapest, 1896. április 9. – Toulouse, Franciaország, 1960. március 26.) magyar orgonaművész, zeneszerző, zenepedagógus, zeneiskola-igazgató. 

## Élete
Szekeres Mór és Berger Hermin fia. Középiskoláit Budapesten végezte, majd a a Zeneművészeti Főiskola növendéke lett. Az édesanyja által 1905-ben alapított zeneiskola vezetését 1918 körül vette át és továbbfejlesztette. Európában elsőként létesített jazz-tanszakot. A kis jazz-együttest propagálta (zongora, nagybőgő, hegedű, gitár). Az iskola az 1940-es évek elején szűnt meg. 1925 és 1930 között Romániában, Jugoszláviában, Németországban hangversenyezett, 1939-től haláláig Franciaországban élt.
Felesége Neumann Margit volt, Neumann Jenő és Skutecska Adél lánya, akivel 1930. június 29-én Budapesten, a Józsefvárosban kötött házasságot.

## Művei
- Operettek
  - Délibáb (3 felvonás, társszerzők: Siliga Ferenc és Pánczél Lajos, bemutató: 1922, Budapest)
  - Szeressük egymást
  - Petőfi
- Táncdarabok (Hardy Evans álnéven)
- Sanzonok
- Bartók- és Kodály-művek átiratai orgonára
- Jazz-zongoraiskola